# Tyrannosaurus Hives
Tyrannosaurus Hives är ett musikalbum av den svenska rockgruppen The Hives, släppt den 20 juli 2004.
Albumet toppade den svenska albumlistan och gav bandet Grammisar för bland annat årets album  och årets artist. På Billboard 200 nådde det 33:e plats. "Walk Idiot Walk" blev den största hitlåten från albumet och vann även en Rockbjörn för årets låt. "Diabolic Scheme" var med i filmen Frostbiten och spelades under eftertexterna.

## Låtlista
Alla låtar skrivna av Randy Fitzsimmons 
| Nr  | Titel                             | Längd |
| --- | --------------------------------- | ----- |
| 1.  | Abra Cadaver                      | 1:33  |
| 2.  | Two-Timing Touch and Broken Bones | 2:00  |
| 3.  | Walk Idiot Walk                   | 3:31  |
| 4.  | No Pun Intended                   | 2:20  |
| 5.  | A Little More for Little You      | 2:58  |
| 6.  | B Is for Brutus                   | 2:36  |
| 7.  | See Through Head                  | 2:21  |
| 8.  | Diabolic Scheme                   | 3:00  |
| 9.  | Missing Link                      | 1:56  |
| 10. | Love in Plaster                   | 3:11  |
| 11. | Dead Quote Olympics               | 1:59  |
| 12. | Antidote                          | 2:33  |